# عيسى بن دينار
أبو محمد عيسى بن دينار بن واقد الغافقي (المتوفي عام 212 هـ) فقيه الأندلس ومفتيها. ترجع أصول عيسى بن دينار إلى طليطلة، وقد ارتحل عيسى بن دينار عن الأندلس إلى الحج في عهد هشام الرضا، ولزم عبد الرحمن بن القاسم العتقي صاحب مالك بن أنس مدة، وسمع منه عشرين كتابًا منها كتاب «الهدية» في الفقه.
عدّه محمد بن عبد الله بن لبابة القرطبي فقيه الأندلس، وقال عنه الذهبي: «كان صالحًا خيرًا ورعًا، يذكر بإجابة الدعوة.» كما قال عنه ابن وضاح أنه : «هو الذي علم أهل الأندلس الفقه.» وقال الضبي عن زهده أنه: «صلى الصبح 40 سنة بضوء العتمة.» كان عيسى بن دينار ميّالاً إلى ترك الفتيا بالرأي، وترجيح الأخذ بالحديث، إلا أنه كان قليل رواية الحديث. وقد تولى عيسى بن دينار قضاء طليطلة في زمن الحكم الربضي
توفي عيسى بن دينار عام 212 هـ، في طليطلة وفيها دفن.